# 95e méridien ouest
En géographie, le 95e méridien ouest est le méridien joignant les points de la surface de la Terre dont la longitude est égale à 95° ouest.

## Géographie

### Dimensions
Comme tous les autres méridiens, la longueur du 95e méridien correspond à une demi-circonférence terrestre, soit 20 003,932 km. Au niveau de l'équateur, il est distant du méridien de Greenwich de 10 575 km,.
Avec le 85e méridien est, il forme un grand cercle passant par les pôles géographiques terrestres.

### Régions traversées
En commençant par le pôle Nord et descendant vers le sud au pôle Sud, Le 95e méridien ouest passe par:
| Coordonnées          | Pays, territoire ou mer    | Notes |
| -------------------- | -------------------------- | --- |
| 90° 00′ N, 95° 00′ O | Océan Arctique             | |
| 81° 02′ N, 95° 00′ O | Canada                     | Nunavut — Île Axel Heiberg, Île Bjarnason (en) et Île Axel Heiberg à nouveau |
| 79° 16′ N, 95° 00′ O | Passe de Massey            | |
| 78° 25′ N, 95° 00′ O | Canada                     | Nunavut — Île Amund Ringnes |
| 78° 01′ N, 95° 00′ O | Détroit de Hendriksen (en) | |
| 77° 47′ N, 95° 00′ O | Canada                     | Nunavut — Île Cornwall |
| 77° 28′ N, 95° 00′ O | Canal de Belcher           | |
| 76° 59′ N, 95° 00′ O | Canada                     | Nunavut — Île Devon |
| 76° 14′ N, 95° 00′ O | Canal de Queens (en)       | |
| 76° 06′ N, 95° 00′ O | Canada                     | Nunavut — Île Dundas (en) |
| 76° 03′ N, 95° 00′ O | Canal de Queens (en)       | Passe juste à l'ouest de Île de Baillie-Hamilton (en), Nunavut, Canada (à 75° 55′ N, 94° 52′ O) |
| 75° 37′ N, 95° 00′ O | Canada                     | Nunavut — Île Cornwallis |
| 74° 40′ N, 95° 00′ O | Canal de Parry             | Détroit de Barrow — passe juste à l'ouest de l'Île de Griffith (en), Nunavut, Canada (à 74° 31′ N, 95° 13′ O) |
| 74° 02′ N, 95° 00′ O | Canada                     | Nunavut — Île Somerset et la Péninsule Boothia (continent) |
| 69° 37′ N, 95° 00′ O | Détroit de Rae             | Passe juste à l'est de l'Île du Roi-Guillaume, Nunavut, Canada (à 68° 52′ N, 95° 09′ O) |
| 68° 03′ N, 95° 00′ O | Canada                     | Nunavut — continent Manitoba — à partir de 60° 00′ N, 95° 00′ O Ontario — à partir de 52° 56′ N, 95° 00′ O |
| 49° 22′ N, 95° 00′ O | États-Unis                 | Minnesota — Angle nord-ouest du Minnesota |
| 49° 11′ N, 95° 00′ O | Lac des Bois               | |
| 48° 58′ N, 95° 00′ O | États-Unis                 | Minnesota Iowa — à partir de 43° 30′ N, 95° 00′ O Missouri — à partir de 40° 34′ N, 95° 00′ O Kansas — à partir de 39° 54′ N, 95° 00′ O Missouri — à partir de 39° 40′ N, 95° 00′ O Kansas — à partir de 39° 26′ N, 95° 00′ O Oklahoma — à partir de 37° 00′ N, 95° 00′ O Texas — à partir de 33° 51′ N, 95° 00′ O, le continent et l'Île de Galveston |
| 29° 10′ N, 95° 00′ O | Golfe du Mexique           | |
| 18° 34′ N, 95° 00′ O | Mexique                    | Veracruz Oaxaca — à partir de 17° 20′ N, 95° 00′ O |
| 16° 12′ N, 95° 00′ O | Océan Pacifique            | |
| 60° 00′ S, 95° 00′ O | Océan Austral              | |
| 72° 32′ S, 95° 00′ O | Antarctique                | Liste des territoires non revendiqués |